# Sylvain Lévignac
Sylvain Lévignac est un acteur et un cascadeur français, né le 12 octobre 1929 dans le 19e arrondissement de Paris, et mort le 18 mars 1994 à Château-Thierry (Aisne) où il est enterré, souvent distribué dans des rôles patibulaires.

## Filmographie

### Cinéma
- 1952 : Cent Francs par seconde de Jean Boyer  - (Un spectateur)
- 1953 : La Tournée des grands ducs d'André Pellenc, terminé par Norbert Carbonnaux - (Un homme au bar)
- 1954 : Escalier de service de Carlo Rim : Un invité aux fiançailles dans le sketch : "Les Grimaldi"
- 1954 : Série noire de Pierre Foucaud - (Un homme de Ménard)
- 1954 : Obsession de Jean Delannoy - (Un garçon de piste)
- 1955 : Port du désir de Edmond T. Gréville - (Un danseur)
- 1955 : L'Impossible Monsieur Pipelet d'André Hunebelle - (L'arbitre du match de boxe)
- 1955 : Gas-Oil de Gilles Grangier - (Le convoyeur abattu)
- 1955 : Rencontre à Paris de Georges Lampin - (L'inspecteur qui ramène Maurice chez lui)
- 1955 : Gueule d'ange de Marcel Blistène - (Robert un copain de "Caniche")
- 1956 : Reproduction interdite ou Meurtre à Montmartre de Gilles Grangier - (Un inspecteur)
- 1956 : Trapèze - "Trapèze" de Carol Reed - (Un spectateur)
- 1956 : L'Énigmatique Monsieur D (Foreign Intrigue) de Sheldon Reynolds - (Un acolyte)
- 1956 : Fernand cow-boy de Guy Lefranc - (Un cow-boy)
- 1957 : Le rouge est mis de Gilles Grangier - (Le convoyeur de la 203)
- 1957 : Le Triporteur de Jack Pinoteau - (Le marié)
- 1957 : Le Gorille vous salue bien de Bernard Borderie - (Un ami de Caza)
- 1957 : Le Désordre et la Nuit de Gilles Grangier - (Le conducteur accidenté)
- 1957 : Une manche et la belle d'Henri Verneuil - non crédité au générique-  le marin en maillot rayé
- 1957 : La Bonne Tisane d'Hervé Bromberger - (Un homme de main de Riton)
- 1958 : Les Naufrageurs de Charles Brabant
- 1958 : Pêcheur d'Islande de Pierre Schoendoerffer
- 1958 : Le fauve est lâché de Maurice Labro - (Un inspecteur)
- 1959 : Asphalte de Hervé Bromberger - (Le danseur tué durant la bagarre)
- 1959 : Classe tous risques de Claude Sautet - (Le détective de l'agence privée)
- 1962 : les Femmes d'abord de Raoul André - (Un serveur de l'auberge)
- 1962 : Mélodie en sous-sol d'Henri Verneuil - (Un passager du train de banlieue)
- 1964 : Requiem pour un caïd de Maurice Cloche
- 1964 : Lady L (Lady L) de Peter Ustinov
- 1965 : Guerre secrète (The Dirty Game) de Christian-Jaque, Terence Young, Carlo Lizzani et Werner Klingler
- 1965 : Les Grandes Gueules de Robert Enrico - (L'ami de Raoul)
- 1965 : Qui êtes-vous, Polly Maggoo ? de William Klein - (Un dragueur)
- 1966 : Le Saint prend l'affût de Christian-Jaque - (Hans)
- 1966 : Le Deuxième Souffle de Jean-Pierre Melville
- 1966 : Massacre pour une orgie de Jean-Pierre Bastid
- 1967 : Les Grandes Vacances de Jean Girault - (Un marin hollandais)
- 1967 : L'Homme qui valait des milliards de Michel Boisrond
- 1968 : Salut Berthe de Guy Lefranc
- 1968 : Faut pas prendre les enfants du bon Dieu pour des canards sauvages de Michel Audiard - (Un conseiller de M. Charles)
- 1968 : Adieu l'ami de Jean Herman - (Un passager à Saint-Lazare)
- 1968 : Ho ! de Robert Enrico - (Le chauffeur)
- 1968 : Sous le signe de Monte-Cristo d'André Hunebelle - (Un bagarreur du bar)
- 1968 : L'Étoile du Sud (The southern star) de Sidney Hayers - (Lorin)
- 1969 : Hibernatus d'Édouard Molinaro - (Un ambulancier)
- 1970 : Dernier Domicile connu de José Giovanni - (Un homme de Gregg)
- 1970 : L'Ardoise de Claude Bernard-Aubert
- 1971 : Boulevard du rhum de Robert Enrico - (L'homme de barre) + coordinateur des cascades -
- 1971 : La grande maffia de Philippe Clair - uniquement responsable des cascades -
- 1972 : Tout le monde il est beau, tout le monde il est gentil de Jean Yanne - (Le troisième président)
- 1972 : Les Caïds de Robert Enrico
- 1972 : Moi y'en a vouloir des sous de Jean Yanne
- 1973 : L'Emmerdeur d'Édouard Molinaro - (Un infirmier de l'hôpital psychiatrique)
- 1974 : La Gifle de Claude Pinoteau - (Le flic en civil)
- 1974 : Borsalino and Co de Jacques Deray - (Le portier)
- 1974 : L'important c'est d'aimer d'Andrzej Zulawski - (Un homme dans la brasserie)
- 1975 : Les Onze mille verges d'Éric Lipmann - (Cornabeux)
- 1975 : Adieu poulet de Pierre Granier-Deferre - (Le faux blessé)
- 1976 : Dracula père et fils d'Édouard Molinaro
- 1977 : L'Horoscope de Jean Girault - (Edouard Marchand)
- 1978 : Molière d'Ariane Mnouchkine - (Gallois)
- 1962 : Perceval le Gallois d'Éric Rohmer - (Anguingueron)
- 1978 : Je te tiens, tu me tiens par la barbichette de Jean Yanne
- 1979 : Rien ne va plus de Jean-Michel Ribes
- 1979 : On a volé la cuisse de Jupiter de Philippe de Broca
- 1980 : La Boum de Claude Pinoteau
- 1981 : Les misérables de Robert Hossein
- 1983 : La Bête noire de Patrick Chaput - (le gardien du Motel)
- 1984 : À nous les garçons de Michel Lang
- 1984 : Urgence de Gilles Béhat
- 1986 : Under the Cherry Moon de Prince
- 1986 : Miss Mona de Mehdi Charef
- 1987 : La Petite Allumeuse de Danièle Dubroux

### Télévision
- 1963 : Le Chevalier de Maison Rouge de Claude Barma
- 1965 : Belphégor ou le Fantôme du Louvre, feuilleton télévisé de Claude Barma
- 1966 : L'Île au trésor (en) de Wolfgang Liebeneiner
- 1966 : Corsaires et Flibustiers de Claude Boissol
- 1972 : Les Rois maudits, feuilleton télévisé de Claude Barma
- 1972 : Les Cinq Dernières Minutes, épisode Le diable l'emporte de Claude Loursais
- 1973 : Les Mohicans de Paris (d'Alexandre Dumas), feuilleton télévisé de Gilles Grangier : Taureau
- 1973 : Karatekas and Co d'Edmond Tyborowski (2 épisodes)
- 1973 : Les Nouvelles Aventures de Vidocq, épisode "Les Assassins de l'Empereur" de Marcel Bluwal
- 1974 : À vous de jouer Milord : garde noir  de no 1 dans la série télévisée
- 1975 : Salvator et les Mohicans de Paris (d'Alexandre Dumas), feuilleton télévisé de Bernard Borderie : Taureau
- 1975 : Les Brigades du Tigre, épisode Le défi de Victor Vicas
- 1976 : Les Brigades du Tigre, épisode Bonnot et compagnie de Victor Vicas
- 1977 : Minichroniques de René Goscinny et Jean-Marie Coldefy, épisode Le Célibataire
- 1977 : Un juge, un flic de Denys de La Patellière, première saison (1977), épisode : un taxi pour l'ombre
- 1980 : Médecins de nuit de Jean-Pierre Prévost, épisode : La Pension Michel (série télévisée)
- 1981 : La Double Vie de Théophraste Longuet de Yannick Andreï
- 1982 : Les Nouvelles Brigades du Tigre de Victor Vicas, épisode Le Réseau Brutus de Victor Vicas
- 1983 : Les Nouvelles Brigades du Tigre de Victor Vicas, épisode Les fantômes de Noël de Victor Vicas
- 1984 : Dernier Banco de Claude de Givray
- 1987 : Les Aventures de Dorothée : Un AMI de Stéphane Bertin